# 9297 Marchuk
A 9297 Marchuk (ideiglenes jelöléssel 1984 MP) a Naprendszer kisbolygóövében található aszteroida. Tamara Mihajlovna Szmirnova fedezte fel 1984. június 25-én.